# Demna Gvasalia
Demna Gvasalia (Soechoemi, 25 maart 1981), ook wel bekend onder de roepnaam Demna, is een Georgische modeontwerper. Hij is sinds 2025 de artistiek directeur bij Gucci en is oprichter van het in 2014 opgerichte modemerk Vetements.

## Biografie

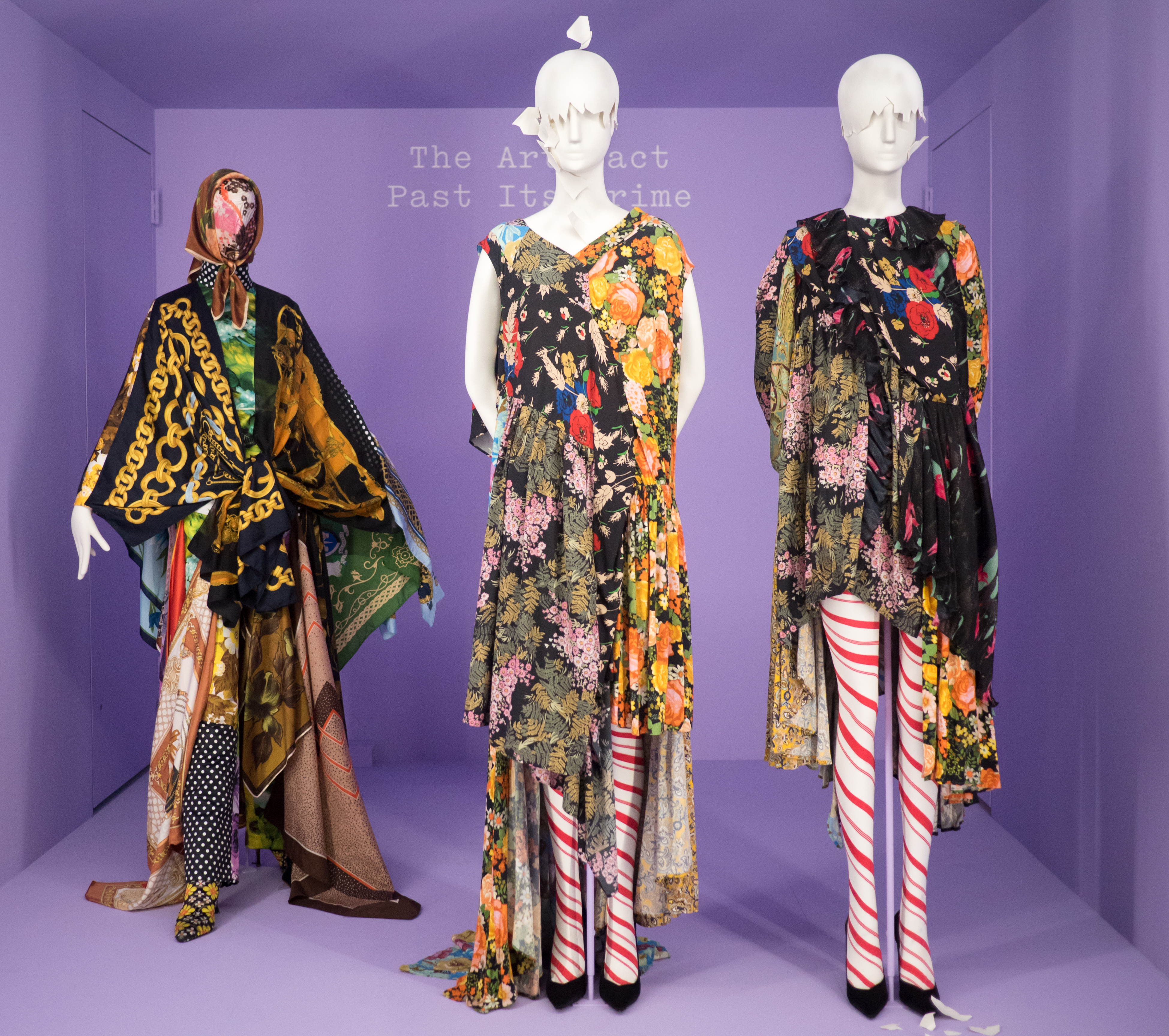
Rechts een ontwerp van Demna voor Balenciaga (2016).

Demna Gvasalia werd in 1981 geboren in Soechoemi, de hoofdstad van de Georgische autonome republiek Abchazië, als zoon van een Georgische vader en een Russische moeder. In 1993 vluchtte het gezin naar Tbilisi als gevolg van de Georgische-Abchazische oorlog. Het gezin vestigde zich in 2001 in Düsseldorf. Gvasalia studeerde later economie aan de Staatsuniversiteit van Tbilisi om vervolgens in 2006 een master in Mode aan de Koninklijke Academie voor Schone Kunsten van Antwerpen te behalen.

### Modeontwerper
Vanaf 2006 werkte hij samen met Walter Van Beirendonck aan diens herencollectie. Tussen 2009 en 2013 werkte Demna voor Martin Margiela, waar hij tot 2013 verantwoordelijk was voor de damescollecties. In 2013 werd hij ontwerper voor Louis Vuitton. In 2015 volgde hij Alexander Wang op als creatief directeur van Balenciaga. Daarnaast startte hij in 2014 met zijn broer Guram het modemerk Vetements. In 2019 verliet hij Vetements.
Demna Gvasalia werd in december 2018 door de Georgische modeontwerper Avtandil van plagiaat beschuldigd. Gvasalia zou het ontwerp van een gele jurk, die Michelle Obama in 2018 droeg, hebben gekopieerd van een ontwerp van Avtandil uit 2017.
In maart 2025 werd Demna Gvasalia de nieuwe artistiek directeur van Gucci.

## Erkentelijkheden
- Nominatie Young Fashion Designer Prize (LVMH)
- 2017 - International Award (CFDA Fashion Awards)[3]
- 2018 - Accessories Designer of the Year award (Fashion Awards)[4]